# Atheta obsequens
Atheta obsequens är en skalbaggsart som beskrevs av Thomas Casey 1911. Atheta obsequens ingår i släktet Atheta och familjen kortvingar. Inga underarter finns listade i Catalogue of Life.